# Котрчіна Лучка
Котрчіна Лучка (словац. Kotrčiná Lúčka) — село, громада округу Жиліна, Жилінський край, регіон Горне Поважіє. Кадастрова площа громади — 4,15 км².
Населення 542 особи (станом на 31 грудня 2017 року).

## Історія
Котрчіна Лучка згадується 1439 року.

## Географія
Протікає річка Котрчіна.

## Населення
| Рік:            | 1994. | 2004.   | 2014.   | 2024.    |
| --------------- | ----- | ------- | ------- | -------- |
| Кількість осіб: | 383   | 404     | 444     | 695      |
| Різниця:        |       | +5,48 % | +9,90 % | +56,53 % |

| Рік:            | 2023. | 2024.   |
| --------------- | ----- | ------- |
| Кількість осіб: | 676   | 695     |
| Різниця:        |       | +2,81 % |